# (35558) 1998 FT122
1998 FT122 (asteroide 35558) é um asteroide da cintura principal. Possui uma excentricidade de 0.17232220 e uma inclinação de 13.34658º.
Este asteroide foi descoberto no dia 20 de março de 1998 por LINEAR em Socorro.